# Distrito de Dih Yak
Dih Yak (también transcrito Dehyak) es un distrito en la parte oriental de la provincia de Ghazni, en Afganistán, 30 km al este de Ghazni. Su población es de más de 37.000 personas (11% pastunes, 89% tayikos). El centro del distrito es Ramak.
La principal fuente de ingresos es la agricultura, que se ha visto seriamente afectada por la sequía, también se comercian animales. La alta tasa de desempleo ha llevado a las personas a abandonar el distrito, muchos también han asentado permanentemente al otro lado de la frontera, en el vecino Pakistán.
La carretera principal que une la ciudad de Ghazni y Gardez es en su mayoría pavimentadas, así como la carretera entre Ramak y Slemenze.